# Bassdrum
A "Bassdrum" a Scooter és a német rapper, Finch Asozial dala, mely 2020. június 5-én jelent meg digitális formában. Extended verziója másfél hónappal később, 2020. július 24-én került kiadásra. Ez az ötödik dal, mely a Chapter Six alatt jelent meg, és nem nagylemezről lett kiadva - bár később felkerült a 2021-es "God Save The rave" nagylemezre.

## Története
2020 februárjában Finch Asozial, a német rapper kiadta "Scootermann" című számát. Ennek a dalszövege tulajdonképpen arról szólt, hogy Finch szeretne egy közös számot a Scooterrel, és ennek érdekében mindent bevet. Megpróbálja telefonon elérni H.P. Baxxtert, a Scooter frontemberét, sokáig sikertelenül. A dal végén aztán H.P. személyesen is bejelentkezik telefonon.
A dal észszerű folytatása az lett, hogy valóban elkészül a közös szám a Scooterrel. Ezt valamikor 2020 februárjában fel is vették, azonban a világszerte tomboló koronavírus-járvány miatt nem adták ki, és érthető okokból koncerten sem játszották. Michael Simon és H.P. tettek néhány kósza megjegyzést arra május végén, hogy június 5-én megjelenik az új kislemez, de hivatalos bejelentést csak 2 nappal előtte tettek. Először június 6-án, egy különleges autós koncerten játszották.
Érdekesség, hogy a "Lass Uns Tanzen" után először ebben a kislemezben hangzanak el németül sorok, tulajdonképpen a dalszöveg fele németül, másik fele angolul van.
A dal megosztotta a rajongótábort, részben Finch Asozial fura külseje (hosszú haj, bajusz, tréningruha) és az általa zenéiben is képviselt "faragatlan" stílus miatt; részben pedig azért, mert a szám nagyon egyszerű motívumokból épül fel, és ezt visszalépésként értékelték a korábbi Scooter-dalokkal szemben. Mások egyszerűen csak azt rótták fel, hogy a dal hirtelen ér véget.
A kislemez 11 év után ért a fő német kislemezlistán helyezést, mégpedig a 24. helyet - ezidáig csak a tematikus listákon szerzett hazájában helyezéseket a Scooter. Magyarországon a 6. helyen nyitott, majd az Extended változat kiadásával a 10. helyre került fel.

## Számok listája
1. Bassdrum (2:55)
2. Bassdrum (Extended) (4:16)

## Közreműködtek
- H. P. Baxxter, Nils Wehowsky (Finch Asozial) (szöveg)
- Sebastian Schilde, Michael Simon, Daniel Grossmann, Matthias Mania (zene)
- Jens Thele (producer)
- Vanessa Schulz (refrén ének)

## Videóklip
A videoklipben a Scooter tagjai valamint Finch láthatóak különféle stúdióban rögzített jelenetekben.

## További információ
- A kislemez a Spotify-on
- A kislemez az Apple Music-on Archiválva 2020. június 7-i dátummal a Wayback Machine-ben
- A kislemez a Google Play Music-on